# 101813 Elizabethmarston
101813 Elizabethmarston este o planetă minoră (asteroid) din Inner Main Belt⁠(d). A fost descoperită pe 14 mai 1999 la Goodricke-Pigott Observatory⁠(d) de Roy A. Tucker⁠(d). 
Obiectul prezintă o orbită caracterizată de o semiaxă mare de 1,9477102385539 UAi, o excentricitate de 0,10263934746284, o înclinație de 22,895731618943 ° în raport cu ecliptica.